# Eparchia di Sant'Efrem di Khadki
L'eparchia di Sant'Efrem di Khadki (in latino: Eparchia Sancti Ephraimi Khadkiensis) è una sede della Chiesa cattolica siro-malankarese in India suffraganea dell'arcieparchia di Trivandrum. Nel 2022 contava 7.300 battezzati. È retta dall'eparca Mathai Kadavil, O.I.C.

## Territorio
L'eparchia comprende gli stati indiani di Maharashtra, Goa, Andhra Pradesh e Telangana, e quei territori del Karnataka e del Tamil Nadu ancora privi di circoscrizioni ecclesiastiche della Chiesa cattolica siro-malankarese.
Sede eparchiale è la città di Kirkee (o Khadki), nello stato di Maharashtra, dove funge da cattedrale la chiesa di Santa Maria.
Il territorio è suddiviso in 31 parrocchie.

## Storia
L'esarcato apostolico di Sant'Efrem di Khadki fu eretto il 26 marzo 2015 con la bolla Nos qui successimus di papa Francesco.
Il 23 novembre 2019 l'esarcato apostolico è stato elevato al rango di eparchia con la bolla Scientiae Crucis dello stesso papa Francesco.

## Cronotassi dei vescovi
Si omettono i periodi di sede vacante non superiori ai 2 anni o non storicamente accertati.
- Thomas Antonios Valiyavilayil, O.I.C. (26 marzo 2015 - 7 maggio 2022 nominato eparca di San Giovanni Crisostomo di Gurgaon)
- Mathai Kadavil, O.I.C., dal 12 dicembre 2023

## Statistiche
L'eparchia nel 2022 contava 7.300 battezzati.
| anno | popolazione | popolazione | popolazione | presbiteri | presbiteri | presbiteri | presbiteri                | diaconi | religiosi | religiosi | parrocchie |
| anno | battezzati  | totale      | %           | numero     | secolari   | regolari   | battezzati per presbitero | diaconi | uomini    | donne     | parrocchie |
| ---- | ----------- | ----------- | ----------- | ---------- | ---------- | ---------- | ------------------------- | ------- | --------- | --------- | ---------- |
| 2015 | ?           | ?           | ?           | 21         | 14         | 7          | ?                         |         | 7         |           | 27         |
| 2016 | 10.893      | ?           | ?           | 24         | 14         | 10         | 453                       |         | 56        | 45        | 29         |
| 2019 | 7.200       | ?           | ?           | 29         | 21         | 8          | 248                       |         | 54        | 42        | 31         |
| 2020 | 7.200       | ?           | ?           | 24         | 15         | 9          | 300                       |         | 35        | 36        | 32         |
| 2022 | 7.300       | ?           | ?           | 14         | 8          | 6          | 521                       |         | 23        | 41        | 31         |